# 使用牌照稅
使用牌照稅為中华民国境内一種隨車輛牌照徵收的稅，目的為避免廢棄車牌與車輛的產生，因此車主若將廢車棄之不理，還是要每年繳交牌照稅，於是就有了誘因處置廢車和註銷車牌牌照。
使用牌照稅以汽缸總排氣量（立方公分）作為課稅徵收的依據，並制定《使用牌照稅法》，規定對使用汽车、機車的所有人，每年必須繳納使用牌照稅，使用牌照稅屬地方稅，地方稅稽徵機關（已改制為地方稅務局）得委託公路機關代徵稅款，委託現況如下:
- 自行徵收縣市：臺北市、高雄市、苗栗縣、連江縣及金門縣；
- 全部委託縣市：雲林縣及嘉義縣；
- 部分委託縣市：基隆市、新北市、桃園市、新竹市、新竹縣、臺中市、彰化縣、南投縣、嘉義市、臺南市、屏東縣、宜蘭縣、花蓮縣、臺東縣及澎湖縣。

使用牌照稅開徵期間為每年4月1日起至4月30日止。此外營業用車輛分上、下期徵收，上期開徵期間每年4月1日至4月30日，下期開徵期間每年10月1日至10月31日。

## 參看
- 驗車